# 90s Top 590
De 90s Top 590 (ook bekend als Radio Veronica's 90s Top 590) was een jaarlijks terugkerende hitparade van Radio Veronica, waarin de 590 populairste platen van de jaren 90 stonden. De volgorde van de platen was gebaseerd op stemmen die door de bezoekers van de website van Radio Veronica werden uitgebracht.

## Geschiedenis
Na de herstart van Radio Veronica in 2003 besloot de zenderleiding om de aloude Top 100 Aller Tijden voort te zetten als de Top 1000 Allertijden. Naar aanleiding van het succes van de Top 1000 werden spin-offs van deze lijst bedacht, waaronder een albumlijst en een lijst met uitsluitend platen uit de jaren 90. In 2004 werd de eerste editie van deze 90s Top 590 uitgezonden. In de weken daarvoor konden luisteraars hun stem uitbrengen op hun favoriete plaat op de website van Radio Veronica. De keuzelijst werd bepaald aan de hand van de ruim 3000 platen die in de jaren 90 in de Nederlandse Top 40 hadden gestaan, aangevuld met een aantal platen die dat niet was gelukt, zoals albumtracks.
De lijst kende weinig verrassingen; de populairste artiesten en platen kwamen al regelmatig langs in de gewone programma's van Radio Veronica. Queen (11 keer), Marco Borsato, Phil Collins, U2 (allen 10 keer) en Bryan Adams (9 keer) stonden het vaakst genoteerd in de editie van 2010.
In 2012 werd de lijst uitgebreid van 590 naar 750 platen. In 2016 kwam er een top 500.

## De 90s Top 590 van 2006
De derde editie van de 90s Top 590 werd uitgezonden van 6 t/m 10 februari 2006. Dit was de top 10:
1. Guns N' Roses – November Rain
2. U2 – One
3. Robbie Williams – Angels
4. Anouk – Nobody's Wife
5. Bon Jovi – Always
6. Bryan Adams – Summer of '69
7. Metallica – Nothing Else Matters
8. R.E.M. – Losing My Religion
9. Queen – Who Wants to Live Forever
10. Nirvana – Smells Like Teen Spirit

## De 90s Top 590 van 2007
De vierde editie van de 90s Top 590 werd uitgezonden van 5 t/m 10 februari 2007. Dit was de top 10:
1. U2 – One
2. Guns N' Roses – November Rain
3. Faithless – God Is a DJ
4. Metallica – One
5. Robbie Williams – Angels
6. Nirvana – Smells Like Teen Spirit
7. Bon Jovi – Always
8. Anouk – Nobody's Wife
9. Queen – Who Wants to Live Forever
10. DJ Paul Elstak – Rainbow in the Sky

## De 90s Top 590 van 2008
De vijfde editie van de 90s Top 590 werd uitgezonden van 11 t/m 15 februari 2008. Dit was de top 10:
1. Guns N' Roses – November Rain
2. U2 – One
3. Robbie Williams – Angels
4. Faithless – God Is a DJ
5. Metallica – One
6. Nirvana – Smells Like Teen Spirit
7. Anouk – Nobody's Wife
8. Red Hot Chili Peppers – Under the Bridge
9. DJ Paul Elstak – Rainbow in the Sky
10. Bon Jovi – Always

## De 90s Top 590 van 2009
De zesde editie van de 90s Top 590 werd uitgezonden van 20 t/m 24 april 2009. Dit was de top 10:
1. Guns N' Roses – November Rain
2. Nirvana – Smells Like Teen Spirit
3. U2 – One
4. Robbie Williams – Angels
5. Anouk – Nobody's Wife
6. Metallica – One
7. Bruce Springsteen – Streets of Philadelphia
8. 2 Unlimited – No Limit
9. Bryan Adams – Summer of '69
10. Depeche Mode – Enjoy the Silence

## De 90s Top 590 van 2010
De zevende editie van de 90s Top 590 werd uitgezonden van 17 t/m 21 mei 2010. Dit was de top 10:
1. Guns N' Roses – November Rain
2. U2 – One
3. Metallica – One
4. Robbie Williams – Angels
5. 2 Unlimited – No Limit
6. Bruce Springsteen – Streets of Philadelphia
7. Nirvana – Smells Like Teen Spirit
8. Anouk – Nobody's Wife
9. Red Hot Chili Peppers – Under the Bridge
10. Bryan Adams – Summer of '69

## De 90s Top 590 van 2011
Van 9 t/m 20 mei 2011 kon er gestemd worden op de achtste editie van de 90s Top 590, die werd uitgezonden van 23 t/m 27 mei 2011. Dit was de top 10:
1. Guns N' Roses – November Rain
2. Bryan Adams – Summer of '69
3. U2 – One
4. AC/DC - Thunderstruck
5. Bruce Springsteen – Streets of Philadelphia
6. Metallica – One
7. 2 Unlimited – No Limit
8. Nirvana – Smells Like Teen Spirit
9. Red Hot Chili Peppers – Under the Bridge
10. DJ Paul Elstak – Rainbow in the Sky

## De 90s Top 750 van 2012
Van 9 t/m 14 april 2012 werd de negende editie van de lijst uitgezonden, die nu 750 platen heeft in plaats van 590. Dit was de top 10:
1. U2 - One
2. Guns N' Roses - November Rain
3. Nirvana - Smells Like Teen Spirit
4. 2 Unlimited - No Limit
5. Red Hot Chili Peppers - Under the Bridge
6. Metallica - One
7. R.E.M. - Losing My Religion
8. Anouk - Nobody's Wife
9. DJ Paul Elstak - Rainbow in the Sky
10. Pearl Jam - Alive

## Trivia
- Metallica is de enige band die 2 nummers in de top 10 heeft gehad; dit zijn Nothing Else Matters en One.